# Nieddline Tchambaz
Nieddline Tchambaz (* 1961) ist ein ehemaliger algerischer Radrennfahrer und nationaler Meister im Radsport.

## Sportliche Laufbahn
1982 wurde er nationaler Meister im Straßenrennen vor Malek Hamza. 1984 gewann er die Algerien-Rundfahrt.  
Die Internationale Friedensfahrt fuhr er 1984, wobei er den 87. Platz der Gesamtwertung einnahm.